# 국립 모스크바 외국어 대학교
국립 모스크바 외국어 대학교(러시아어: Моско́вский госуда́рственный лингвисти́ческий университе́т, 약칭 МГЛУ)는 러시아 모스크바에 있는 국립 외국어 대학교이다.

## 개요
러시아에서 가장 오래된 대학교 중 하나로 1804년에 설립되었으며, 1930년에 모스크바 국립 외국어 대학교로 개편되었다. 재학생은 1만명이며, 한국어, 영어, 프랑스어 등 35개 언어를 교육한다. 러시아 최대의 통역, 번역 인재를 양성하는 교육 기관이다.

## 대한민국과의 교류
국립 모스크바 외국어 대학교 동양학부에는 한국어학과가 설치되어 있으며, 한국외국어대학교 및 부산외국어대학교, 경희대학교와 교환 학생 상호 파견 및 학술 교류를 실시하고 있다.